# Wolf 359
Wolf 359 (GJ 406) es el nombre por el que se conoce a la quinta estrella más cercana a nuestro Sol después del sistema estelar Alfa Centauri, la estrella de Barnard, el sistema Luhman 16 y WISE 0855-0714. Está situada a tan solo 7,8 años luz (2,4 pársecs) en la constelación de Leo cerca de la eclíptica, al sur de Chertan (θ Leonis). De magnitud aparente +13,54, resulta totalmente invisible al ojo humano sin ayuda óptica. Fue descubierta fotográficamente en 1918 por el astrónomo alemán Max Wolf. Ha sido la primera estrella distinta del Sol en la cual se ha observado el espectro de su corona desde un telescopio terrestre.

## Características físicas
Wolf 359 es una enana roja de tipo M5.5V o M6.0V con una temperatura superficial de 2800 ± 100 K.
Su masa se sitúa entre 0,07 y 0,1 masas solares y su luminosidad es del orden de 2/100.000 de la de nuestro Sol.
Al tener un diámetro equivalente al 13 % del diámetro solar, si estuviese situada en el centro del sistema solar se necesitaría un telescopio para ver su forma redonda desde la Tierra.

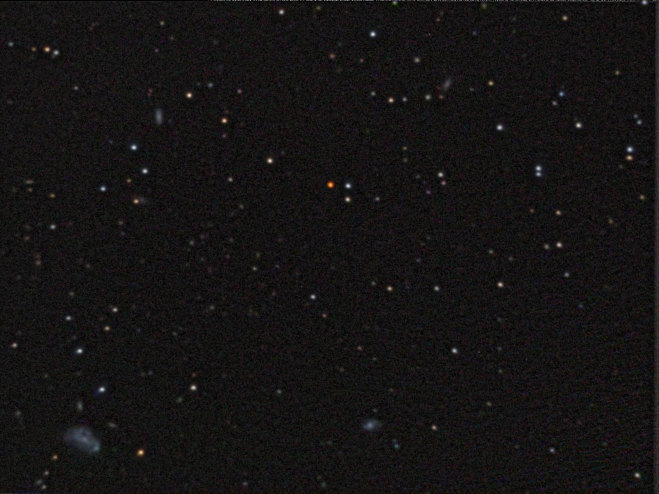
Esta imagen de Wolf 359 se tomó con una astrocámara con una distancia focal de 1.040 mm. La enana roja se distingue claramente justo por encima del centro de la imagen. Se desplaza hacia las cuatro en punto cada año apenas cinco segundos de arco. Esto significa que la posición de la estrella en esta imagen del 21 de marzo de 2009 ya no es precisa en la actualidad. La imagen abarca 16 × 12 minutos de arco. Un píxel equivale aproximadamente a 1,5 segundos de arco. El norte está arriba, el este a la derecha.

Su velocidad de rotación proyectada es igual o inferior a 3 km/s, completando una vuelta sobre sí misma en menos de 1,9 días.
Modelos de evolución estelar sugieren que es una estrella relativamente joven con una edad en el rango de 100 - 350 millones de años; sin embargo, utilizando criterios cinématicos, Wolf 359 ha sido también clasificada como una estrella de disco vieja o de edad media.
Wolf 359 es una estrella fulgurante que ocasionalmente aumenta su brillo de forma drástica, por lo que recibe la denominación, en cuanto a estrella variable, de CN Leonis.
No obstante, las llamaradas en esta estrella no son tan frecuentes ni tan violentas como en Próxima Centauri, UV Ceti o Kruger 60 B.
El valor medio de su campo magnético (Bf) es 2,2 kG, habiéndose advertido que varía de forma notable en noches sucesivas y que probablemente también lo hace en escalas de tiempo menores.
Durante una gran erupción observada en 2006, la emisión de rayos X excedió el valor normal en un factor ≈100, mientras que la temperatura y densidad aumentaron en más de un orden de magnitud en comparación a la corona quiescente. 
El plasma de la llamarada, que se piensa que consiste sobre todo de material evaporado de la cromosfera o fotosfera, tenía un contenido de hierro dos veces mayor que el habitual.
A pesar de su amplitud, la llamarada fue de corta duración, en total menos de 25 minutos.
Observaciones llevadas a cabo con el telescopio espacial Hubble no han encontrado compañeras estelares ni enanas marrones en torno a Wolf 359. Sin embargo, esto no descarta la existencia de objetos menores que estén debajo del límite de detección del telescopio, como pudiera ser un planeta en una órbita cercana. Las estrellas que tiene más próximas son Ross 128, a 3,79 años luz, Lalande 21185, a 4,1 años luz, y el sistema estelar Wolf 424 a 7,3 años luz. El Sol es la sexta estrella más cercana a Wolf 359.

## Cultura popular
- En la serie de ciencia ficción Star Trek Wolf 359 es el escenario de una importante batalla entre la Federación de Planetas Unidos y los Borg.